# Army Men: Soldiers of Misfortune
Army Men: Soldiers of Misfortune — платформер, разработанный Big Blue Bubble и изданный DSI Games для Wii, Nintendo DS и PlayStation 2.

## Геймплей
Игра состоит из нескольких глав, каждая из которых состоит из пяти миссий. Тимми, главный герой игры, использует простой игрушечный пистолет, стреляет из дротика и водной пушки, а также может управлять транспортом.

## Отзывы
| Сводный рейтинг | Сводный рейтинг                          |
| Агрегатор       | Оценка                                   |
| --------------- | ---------------------------------------- |
| GameRankings    | (DS) 36,20 % (Wii) 35,00 % (PS2) 22,50 % |
| Metacritic      | (DS) 35/100                              |

Army Men: Soldiers of Misfortune получила негативные отзывы. GameRankings и Metacritic дали версии для Nintendo DS 36.20% и 35/100, версии для Wii 35.00% и версии для PlayStation 2 22.5%.